# Креативні індустрії
Креативні індустрії (англ. Creative industries) — це перелік видів економічної діяльності, що мають потенціал до створення доданої вартості та робочих місць через культурне (мистецьке) та/або креативне вираження, а їх продукти та послуги є наслідком індивідуальної творчості, навичок і таланту. 
В Міністерстві культури України з 2017 року працює сектор розвитку креативних індустрій, а з 2018 працює Директорат креативних індустрій.
Британським департамент культури, медіа та спорту визначив креативні індустрії як: "такі індустрії, які походять з індивідуальної креативності, вміння і таланту, і які мають потенціал до багатства і створення робочих місць через генерування та використання інтелектуальної власності". 
ЮНЕСКО визначив креативні індустрії як індустрії, метою яких є "створення, виробництво і комерціалізацію творчих (креативного) змістів, які є нематеріальними і культурними за своєю природою. Такі змісти зазвичай захищені правом інтелектуальної власності і вони можуть набрати форми продукту чи послуги". 
Основні характеристики і тренди креативних індустрій:
- індикатори руху від інформаційного до концептуального віку, де головною цінністю будуть ідеї (концепти): все менше людей будуть працювати на роботодавців, все більше на себе самих.
- найбільш виразно і ефективно проявляються в середовищі окремого міста. Тобто це міський феномен.
- стирають межі між наукою і мистецтвом, креативністю та інноваціями, між країнами.
- ті міста, які зараз активно використовують креативні індустрії, використовували і використовують свою унікальність і приклали зусилля як мінімум одного покоління.
- культура та креативність, ввічливість та інтелект, атмосферність і людська теплота - це ті ресурси, якими живляться креативні індустрії.
- швидкий вільний доступ до Інтернету для забезпечення обміну і доступу до величезних інформаційних потоків.
- дизайн та архітектура наповнені творчістю, зручністю, інноваційністю.
- спирання на малий, а не на великий бізнес.
- відкритість і теплота громадських місць.
- органічна культурна та етнічна різноманітність, яка дозволяє створювати нові унікальні ідеї та бачення світу.

У секторі культурних індустрій виділяють ряд груп:
реклама,
архітектура,
художній та антикварний ринок,
ремесла,
дизайн,
мода,
виробництво кіно- та відеопродукції,
програмування, в том числі створення розважальних та інтерактивних програм і комп’ютерних іграшок,
музика,
виконавчі мистецтва,
видавнича справа,
теле-, радіо- та Інтернет- трансляції.
Культурні індустрії охоплюють такі види діяльності:
аудіовізуальна творчість (фільми, ТБ, радіо, нові медіа, музика);
туризм;
спорт;
книги і преса;
спадщина (музеї, бібліотеки, архіви та історичне середовище);
перформативні мистецтва (театр, виконавське мистецтво і танок);
візуальні мистецтва (галереї, архітектура, дизайн і ремесла).
Організатори Другого міжнародного ярмарку грантів у сфері культури визначили такі сфери культурних креативних індустрій:
- Візуальне мистецтво (живопис, графіка, мозаїка, естамп, інсталяція, плакат, літографія, муралізм, стрит-арт, ленд-арт, скульптура, фотографія, паблік-арт)
- Аудіальне мистецтво (жива/відтворена музика, саунд-арт, радіо)
- Аудіовізуальне мистецтво (кіно, телебачення, реклама, відеоарт, диджитал-арт, нові медіа, відеоігри, віджеїнг)
- Дизайн (інтер'єрів, прикладний, графічний, ландшафтний, саунд-дизайн, мода, архітектура)
- Сценічне та перформативне мистецтво (театр, балет, танець, цирк, карнавал, музичні вистави (мюзикл, опера), перформанс, гепенінг)
- Культурна спадщина (бібліотеки, музейна справа, архіви, ремесла, матеріальна та нематеріальна культурна спадщина)
- Література та видавнича справа (книги, періодика, журнали, друковані ЗМІ, літературні фестивалі)
- Креативні індустрії (фестивалі та заходи, культурні та креативні простори, креативне підприємництво, інновації)

Згідно зі статистичними даними ЄС, у 2003 році культурний і творчий сектор в європейському масштабі виробив продукції на суму понад 654 мільярдів євро. Це відповідно становило 2,6 % ВНП ЄС. При цьому частка текстильної промисловості у ВНП становить 0,5 %, а харчова промисловість, разом з виробництвом тютюну і напоїв — 1,9 %. При цьому загальне зростання сектору у 1999—2003 роках перевищило 19,7 %, що було на 12,3 % вище, ніж ріст загальної економіки. Станом на 2004 рік у секторі було зайнято 5,8 мільйона людей, що становить 3,1 % загальної зайнятості.
Національне бюро програми ЄС «Креативна Європа» в Україні в анонсі серії вебінарів, присвячених конкурсам нової програми ЄС «Креативна Європа» 2021-2027 виділяє такі 12 секторів культурних та креативних індустрій:
1. Перформативні види мистецтва (театр, танець, балет, оперні та музичні вистави)
2. Образотворче мистецтво (живопис, скульптура, малюнок, друк, фотографія)
3. Ремесла (текстиль, кераміка, дерево, метал, скло, графіка)
4. Культурна спадщина (матеріальна і нематеріальна спадщина, об'єкти спадщини, археологія, музеї, бібліотеки, архіви
5. Аудіо-візуальний сектор (фільми та відео)
6. Інтерактивне програмне забезпечення/IT/навчальні програми
7. Розробка комп'ютерних та відеоігор
8. Музика (жива і відтворена)
9. Дизайн і мода (виробники одягу і інші, хто спеціалізується на модній індустрії та дизайні інтер'єру
10. Література та видавництво (книги, журнали, періодичні видання)
11. Архітектура (будівництво і ландшафтна архітектура)
12. ЗМІ мовлення, реклама (телебачення, радіо, газети)